# Miradouro do Mirante

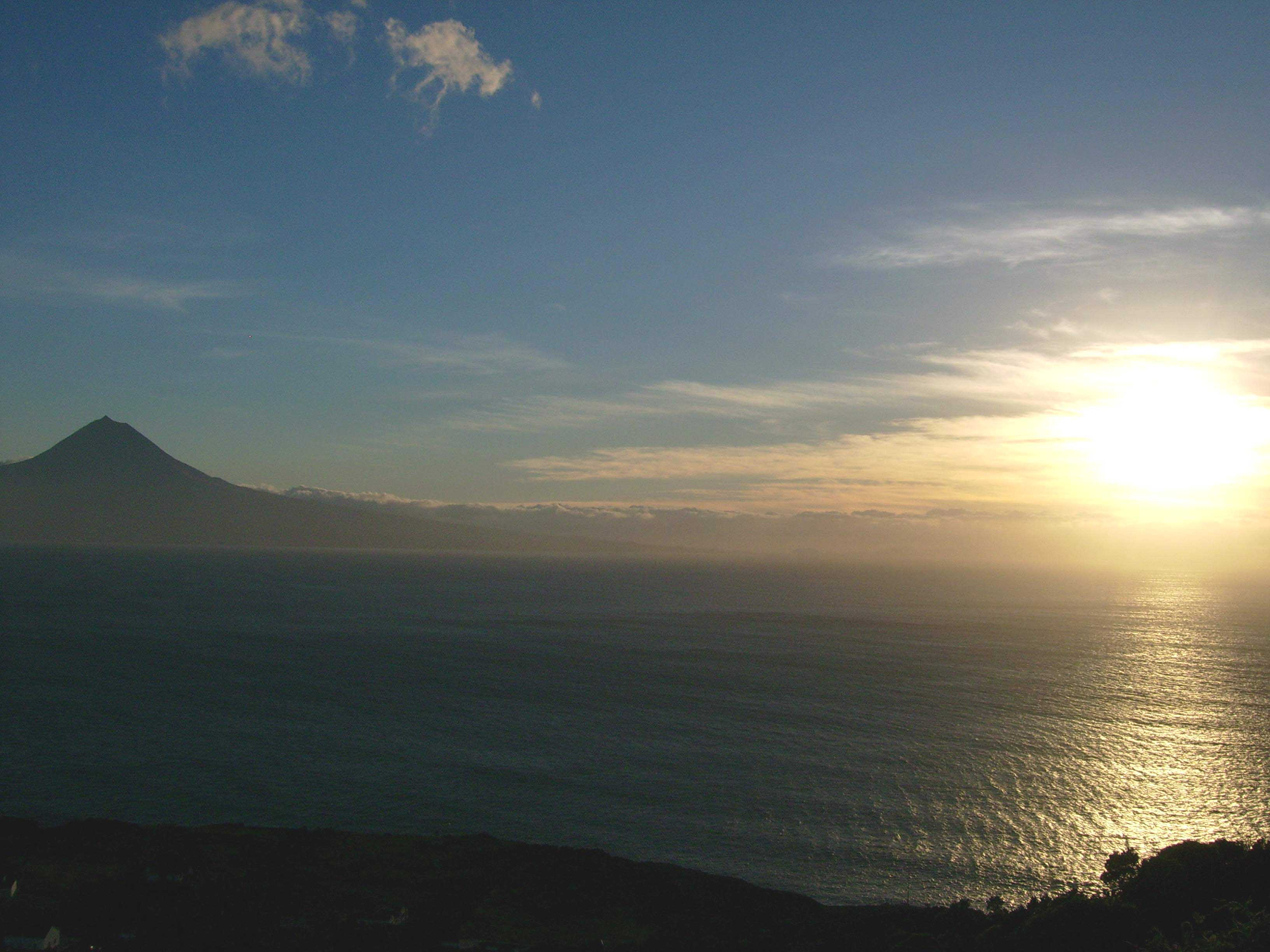
Por do Sol na ilha de São Jorge com a ilha do Pico como fundo, como se apresenta junto ao Miradouro do Mirante.

O Miradouro do Mirante é um miradouro localizado no concelho das Velas, ilha de São Jorge, arquipélago dos Açores.
Este miradouro localiza-se num local alto sobre a falésia sobranceira à Vila das Velas e oferece uma paisagem grandiosa, não só de parte da costa Sul da ilha de São Jorge, mas da ilha do Pico e da ilha do Faial, no outro lado do Canal do Faial.
Junto a este miradouro é possível observar uma abundante vegetação endémica típica da Macaronésia onde a Laurissilva se faz representar por diversas espécies com predominância para a Myrica faya e a Erica azorica.